# Birgit Linnemann
Birgit Linnemann (geb. 1968 in Delmenhorst) ist eine deutsche Medizinerin, Wissenschaftlerin und Hochschullehrerin. Sie ist Professorin an der Frankfurter Johann Wolfgang Goethe-Universität und Geschäftsführerin der Deutschen Gesellschaft für Angiologie.

## Werdegang
Birgit Linnemann absolvierte von 1987 bis 1994 ein Studium der Medizin an der Kieler Christian-Albrechts-Universität. Sie promovierte im Jahr 2000 an der Münchener Ludwig-Maximilians-Universität zum Thema Bedeutung von verlängerter QTc-Zeit im EKG für die Prädiktion kardiovaskulärer Komplikationen bei Typ-2-Diabetes.
Ab 1994 war Linnemann an der 2. Medizinischen Abteilung des Klinikums für Innere Medizin am Zentralkrankenhaus Bremen-Nord tätig. Im Jahr 1996 erhielt sie ihre Approbation als Ärztin und im Jahr 200 die Anerkennung als Fachärztin für Innere Medizin. Die 2. Medizinische Abteilung des Bremer Klinikums verfügte über Schwerpunkte in den Fachrichtungen Diabetologie und Angiologie, was Linnemann dazu anregte, den Fokus ihrer medizinischen Tätigkeit auf diese Fachgebiete zu legen. Sie erwarb im Jahr 2003 die Schwerpunktbezeichnung „Angiologin“ und wechselte an die Medizinische Klinik III der Johann Wolfgang Goethe-Universität. Hier übernahm sie im Folgejahr die oberärztliche Leitung der angiologischen Ambulanz. Von 2009 bis 2010 war Linnemann an der angiologischen Abteilung des Herzzentrums in Bad Krozingen beschäftigt, wo sie zur katheterinterventionell tätigen Angiologin ausgebildet wurde.
Im Jahr 2010 habilitierte Linnemann sich zum Thema Untersuchungen zur ASS- und Clopidogrel-Resistenz bei Patienten mit peripherer arterieller Verschlusskrankheit. Im selben Jahr kehrte sie an die Frankfurter Uniklinik zurück und war anschließend bis 2013 als Leitende Oberärztin an der Medizinischen Klinik III beschäftigt. Anschließend wechselte sie als Vertragsärztin in den niedergelassenen Bereich und arbeitete bis 2017 in einer Frankfurter Praxis für Innere Medizin, Angiologie und Hämostaseologie.
Am 19. Oktober 2016 wurde Linnemann vom Senat der Johann Wolfgang Goethe-Universität zur Außerplanmäßigen Professorin berufen. Seit dem Jahr 2018 ist Linnemann Leiterin des Bereichs Angiologie im Gefäßzentrum Ostbayern.

## Engagement
Linnemann ist in mehreren Fachgesellschaften aktiv. Sie ist Mitglied der Gesellschaft für Thrombose- und Hämostaseforschung, bei der sie seit 2012 der Arbeitsgruppe „Gendiagnostik-Gesetz“ und seit 2014 der Arbeitsgruppe „Women‘s Health“ angehört. Sie ist zudem Mitglied der Deutschen Gesellschaft für Ultraschall in der Medizin, der Deutschen Gesellschaft für Innere Medizin und der Deutschen Diabetes-Gesellschaft. Seit 2012 ist sie Leiterin der Sektion Hämostaseologie der Deutschen Gesellschaft für Angiologie (DGA). Für die DGA ist Linnemann zudem als Geschäftsführerin tätig.

### Leitlinienerstellung
Im Februar 2020 übernahm Linnemann die Koordination der angiologischen Leitlinie „Diagnostik und Therapie der Venenthrombose und der Lungenembolie“, die von der  Arbeitsgemeinschaft der Wissenschaftlichen Medizinischen Fachgesellschaften (AWMF) herausgegeben wird. Es handelt sich hierbei um die Aktualisierung der gleichnamigen Leitlinie, die im Jahr 2015 durch eine Arbeitsgruppe unter Leitung von Viola Hach-Wunderle erstellt wurde. Die AWMF-Leitlinien verlieren nach fünf Jahren ihre Gültigkeit und werden entsprechend turnusmäßig überarbeitet. Linnemann koordiniert in diesem Projekt, das voraussichtlich im Dezember 2022 abgeschlossen wird, die Zusammenarbeit von 14 Fachgesellschaften der AWMF.